# Philip Lasap Za Hawng
Philip Lasap Za Hawng (* 12. Februar 1945 in Pang-Pu) ist ein myanmarischer Geistlicher und emeritierter römisch-katholischer Bischof von Lashio.

## Leben
Philip Lasap Za Hawng empfing am 1. März 1973 die Priesterweihe.
Papst Johannes Paul II. ernannte ihn am 20. Dezember 1993 zum Weihbischof in Myitkyina und zum Titularbischof von Avioccala. Die Bischofsweihe spendete ihm der Apostolische Nuntius in Thailand, Singapur und Kambodscha und Apostolische Delegat in Myanmar, Laos und Malaysia, Erzbischof Luigi Bressan, am 30. April 1994; Mitkonsekratoren waren Paul Zingtung Grawng, Bischof von Myitkyina, und Alphonse U Than Aung, Erzbischof von Mandalay.
Am 3. April 1998 wurde Lasap Za Hawng zum Bischof von Lashio ernannt. Papst Franziskus nahm am 24. Juni 2020 das von Philip Lasap Za Hawng aus Altersgründen vorgebrachte Rücktrittsgesuch an.